# فرع مبيضي من شريان رحمي
فرع مبيضي من شريان رحمي هو شريان يتحد مع شريان مبيضي.